# Yasui Kono
Yasui Kono (Prefettura di Kagawa, 16 febbraio 1880 – Bunkyō, 24 marzo 1971) è stata una biologa, biochimica e botanica giapponese nota per le sue ricerche in citologia e per essere stata la prima donna giapponese a conseguire un dottorato scientifico.

## Biografia
Kono Yasui (in giapponese 保井 コノ?, Yasui Kono) nacque nel 1880 nella prefettura di Kagawa. Si laureò prima presso la Kagawa Prefecture Normal School nel 1898 e poi nel 1902 alla Divisione di Scienza della Women's Higher Normal School. Insegnò quindi alla Gifu Girls' Higher School e alla Kanda Girls' School fino al 1905, anno nel quale venne istituito un corso post-laurea presso la  Women's Higher Normal School. Fu la prima donna giapponese ad ottenere la specializzazione in ricerca scientifica. I suoi studi si focalizzarono sulla zoologia e la botanica. Nel 1904 pubblicò un articolo sull'apparato di Weber nelle carpe sulla rivista scientifica Zoological Science, diventando la prima donna a pubblicare un articolo su tale rivista. La sua ricerca sull'"erba pesce" (Salvinia natans) fu pubblicata sul Journal of Plant Sciences e sulla rivista britannica Annals of Botany della Oxford University Press , primo articolo di una donna giapponese su una rivista scientifica straniera. Completò un programma post-laurea presso la Women's Higher Normal School nel 1907 e divenne poi professoressa assistente presso lo stesso istituto .
Quando Yasui sottopose al Ministero dell'Educazione giapponese la propria domanda di studiare all'estero, questa le venne approvata con la condizione che partecipasse ad una "ricerca di economia domestica" in parallelo alle proprie ricerche scientifiche, e che dedicasse la propria vita alla ricerca senza sposarsi. Nel 1914 viaggiò in Germania e poi negli Stati Uniti, per realizzare ricerche sulla biologia cellulare alla Università di Chicago. Fu anche all'Università di Harvard dove nel 1915 partecipò ad una ricerca sul carbone con il professor E. C. Jeffrey. Fece ritorno in Giappone nel giugno del 1916 e continuò le proprie ricerche sul carbone alla Università imperiale di Tokio (oggi Università di Tokio) fino al 1927. Fu professoressa di genetica e biologia cellulare presso la Women's Higher Normal School a Tokio tra il 1918 e il 1939. Completò nel 1927 la propria tesi di dottorato, "Studi sulla struttura della lignite, del carbone bruno e del carbone bituminoso in Giappone", diventando così la prima donna giapponese a portare a termine un dottorato scientifico.
Nel 1929, Yasui fondò la rivista di citologia Cytologia. A partire dal 1924 studiò la genetica dei papaveri e del mais e le specie di Tradescantia, e nel 1945 cominciò uno studio sulle piante che erano state colpite dalla pioggia radioattiva dopo il bombardamenti atomici di Hiroshima e Nagasaki. Quando nel 1949 la Tokyo Women's Normal School iniziò ad operare con l'attuale denominazione, Università Ochanomizu, Yasui fu nominata professoressa. Si ritirò nel 1952, con il titolo di professoressa emerita. Nel 1957 aveva pubblicato un totale di 99 articoli scientifici. All'età di 75 anni le venne conferita la Medaglia d'onore con nastro purpureo per meriti accademici, e fu insignita nel 1965 con la terza delle otto classi dell'Ordine della Corona Preziosa. Morì a Bunkyō (Tokio) il 24 marzo del 1971.